# 平戸市切支丹資料館
平戸市切支丹資料館（ひらどしきりしたんしりょうかん）は、長崎県平戸市にある、主に長崎県の隠れキリシタンに関する資料を収蔵展示する資料館。

## 概要
1982年（昭和57年）に現在地に開館した。平戸市が開設し、指定管理者として平戸市振興公社が管理を行っている。
平戸は、フランシスコ・ザビエルらイエズス会宣教師によって早くからキリスト教（カトリック）が伝えられた歴史があり、特に資料館のある根獅子（ねしこ）地区を含む平戸島西海岸の地域や対岸の生月島では、江戸時代初期に多くのキリシタンが弾圧により殉教しており、その後も明治に至るまで厳しい禁教令下にありながら密かに隠れキリシタンの信仰が伝えられてきた所縁がある（現在でも隠れキリシタンの信仰を続けている地区もある）。資料館には、隠れキリシタンにより信仰の対象とされたマリア観音や納戸神のほか、禁教を命ずる高札、踏絵等の資料が収蔵展示されている。
また、当地は弥生時代から人が住んでいた遺跡があり、出土した人骨や腕輪なども展示されている。

## 利用情報
- 開館時間 - 9:00 - 17:30
- 休館日 - 毎週水曜日と12月29日 - 1月2日
- 入館料 - 一般200円、高校生150円、小・中学生70円（団体割引あり）

## 所在地とアクセス
- 〒859-5381 長崎県平戸市大石脇町1502番地1
- 平戸ふれあいバス「根獅子」バス停留所より徒歩5分。
- 平戸市街より車で約30分。

## 周辺
- 根獅子海水浴場（日本の水浴場88選の1つ）
- おろくにんさま - 「うしわきさま」とも。資料館奥の林の中にあり、殉教者を葬った隠れキリシタンの聖地。
- 長崎県道19号平戸田平線